# Goniotorna
Goniotorna is een geslacht van vlinders van de familie bladrollers (Tortricidae), uit de onderfamilie Tortricinae.

## Soorten
- G. angusta Diakonoff, 1960
- G. chersopis Meyrick, 1933
- G. chondrocentra Diakonoff, 1973
- G. chrondrocentra Diakonoff, 1973
- G. decipiens Diakonoff, 1960
- G. deinozona Diakonoff, 1973
- G. erratica (Diakonoff, 1947)
- G. heteropa Diakonoff, 1960
- G. iecoricolor Diakonoff, 1960
- G. illustra Diakonoff, 1960
- G. insatiana Diakonoff, 1973
- G. insatiata Diakonoff, 1973
- G. irresoluta Diakonoff, 1960
- G. lacrimosa Diakonoff, 1960
- G. leucophrys Diakonoff, 1960
- G. macula Diakonoff, 1970
- G. megalogonia Diakonoff, 1960
- G. melanoconis Diakonoff, 1960
- G. mesostena Diakonoff, 1963
- G. mianta Diakonoff, 1973
- G. micrognatha Diakonoff, 1960
- G. mucida Diakonoff, 1960
- G. niphotoma Diakonoff, 1960
- G. pleuroptila (Meyrick, 1937)
- G. polyops Diakonoff, 1960
- G. praeornata Diakonoff, 1960
- G. praerupta Diakonoff, 1960
- G. rhodolemma Diakonoff, 1960
- G. rhodoptila Diakonoff, 1960
- G. suspiciosa Diakonoff, 1960
- G. synastra (Meyrick, 1918)
- G. trignoma Diakonoff, 1973
- G. trigodes Diakonoff, 1973
- G. vadoni Diakonoff, 1960
- G. valentini Karisch, 2008
- G. verticillata Diakonoff, 1960
- G. vinacea Diakonoff, 1960
- G. vulpicolor Diakonoff, 1960